# HD 80606 b
HD 80606 b is een gasreus (in dit geval een excentrische Jupiter), 217 lichtjaar van ons vandaan in het sterrenbeeld Grote Beer. De planeet, die om de ster HD 80606 draait, was ontdekt op 4 april 2001.
HD 80606 b heeft de meest excentrische omloopbaan van alle bekende exoplaneten. Door deze excentriciteit kan de afstand tot zijn ster tussen de 0,03 en 0,88 AU liggen. Door zijn excentriciteit kan de temperatuur van de planeet van 500 °C naar 1200 °C stijgen in slechts zes uur. Door deze snelle verandering in temperatuur zijn er windsnelheden voorspeld, die sneller zijn dan de snelheid van geluid.